# Пайк Тауншип (округ Бредфорд, Пенсільванія)
Пайк Тауншип (англ. Pike Township) — селище (англ. township) в США, в окрузі Бредфорд штату Пенсільванія. Населення — 624 особи (2020).

## Демографія
Згідно з переписом 2010 року, у селищі мешкала 671 особа в 242 домогосподарствах у складі 191 родини. Було 320 помешкань
Расовий склад населення:
| - 98,5 % — білих - 0,7 % — азіатів - 0,1 % — корінних американців - 0,1 % — чорних або афроамериканців |

До двох чи більше рас належало 0,1 %. Частка іспаномовних становила 0,7 % від усіх жителів.
За віковим діапазоном населення розподілялося таким чином: 28,6 % — особи молодші 18 років, 55,3 % — особи у віці 18—64 років, 16,1 % — особи у віці 65 років та старші. Медіана віку мешканця становила 39,7 року. На 100 осіб жіночої статі у селищі припадало 115,1 чоловіків;  на 100 жінок у віці від 18 років та старших — 103,0 чоловіків також старших 18 років.
Середній дохід на одне домашнє господарство  становив 62 569 доларів США (медіана — 47 679), а середній дохід на одну сім'ю — 66 504 долари (медіана — 47 500). Медіана доходів становила 44 844 долари для чоловіків та 33 125 доларів для жінок. За межею бідності перебувало 17,0 % осіб, у тому числі 34,2 % дітей у віці до 18 років та 6,4 % осіб у віці 65 років та старших.
Цивільне працевлаштоване населення становило 308 осіб. Основні галузі зайнятості: виробництво — 21,4 %, освіта, охорона здоров'я та соціальна допомога — 18,5 %, роздрібна торгівля — 14,3 %, сільське господарство, лісництво, риболовля — 10,7 %.